# José Nicanor Gonzáles Quijano
José Nicanor Gonzáles Quijano es un ingeniero y profesor universitario peruano. Rector (e) de la Universidad Privada del Norte, previamente Vicerrector Académico, y antes Decano de Ingeniería de la misma institución. Fue Ministro de la Producción del Perú (2009-2010), durante el segundo gobierno de Alan García Pérez.

## Biografía
Su grado profesional es un BS en Arquitectura Naval e Ingeniería Marina de la U.S. Naval Academy (1979). Posteriormente, obtiene el grado de MSc en Ocean Systems Management y realiza el Pr.D.en Ocean Engineering del Massachusetts Institute of Technology (MIT) (1984). Asimismo, obtiene el grado de Master in Public Administration (MPA) por la Kennedy School of Government de la Universidad de Harvard (1991). Especializado en temas de finanzas públicas, sectores económicos y regulatorios.
Fue consejero del Instituto Panamericano de Ingeniería Naval, Transporte Marítimo e Ingeniería Portuaria (IPIN) y Secretario General de la Corporación SIMA-PERU S.A. (1992-1994).
Fue miembro del Comité Multisectorial para la reforma del Sistema Previsional y de la Caja de pensiones Militar Policial (2005-2006), así como director general de Economía y Presidente de los Consejos Directivos de los Fondos de Vivienda y de Seguro de Retiro de la Marina (2005-2007).
Por Resolución Suprema suscrita por el presidente de la República Alan García y el ministro de Transportes y Comunicaciones Enrique Cornejo Ramírez, fue nombrado viceministro de Transportes del Ministerio de Transportes y Comunicaciones del Perú (8 de enero de 2009).
Luego fue director ejecutivo de Proinversión y presidente del directorio del Banco de Materiales S.A.C.
El 22 de diciembre de 2009 juramentó como ministro de la Producción del Perú, en reemplazo de Mercedes Aráoz, que pasó a ser titular de la cartera de Economía y Finanzas. Dejó dicho cargo el 12 de septiembre de 2010, siendo sucedido por Jorge Villasante Araníbar.
De 2010 a 2012 fue director de Andino Regional Capital SAC; grupo creado para facilitar el acceso de capitales privados a gobiernos locales interesados en financiar sus proyectos de infraestructura.
Ha sido también consultor internacional del Banco Interamericano de Desarrollo (BID) para el Plan Nacional de Seguridad Ciudadana; y de la Agencia Internacional para el Desarrollo (USAID) para el mejoramiento de las finanzas públicas.

## Carrera Académica
De 1985 a 2012 fue profesor en la Facultad de Economía de la Universidad del Pacífico (Lima).
Asimismo, de 2013 a 2015 fue profesor y también decano de la Escuela de postgrado de la Universidad San Ignacio de Loyola.
Desde el 2016 es profesor de la Universidad Privada del Norte, siendo posteriormente, decano de ingeniería, luego vicerrector y desde el 2021 asume el encargo de conducir el Rectorado de UPN. 